# Das Kind des Anderen
Das Kind des Anderen è un film muto del 1916 diretto da Evgenij Červâkov.

## Produzione
Il film fu prodotto dalla DMB Deutsche Mutoskop- und Biograph GmbH (Berlin).

## Distribuzione
Distribuito dalla Deutsche Mutoskop und Biograph (DMB), uscì nelle sale cinematografiche tedesche nel dicembre 1916.